# Ramon Cotrina i Puig
Ramon Cotrina i Puig (Sant Joan de les Abadesses, 18 d'octubre de 1932 - Barcelona, 28 d'abril de 2020) va ser un escriptor, traductor, sociòleg i activista polític català. Des dels seus estudis al seminari de Vic va actuar per a preservar i fer viure la llengua catalana, durant les circumstàncies difícils de la repressió lingüística del franquisme.

## Vida

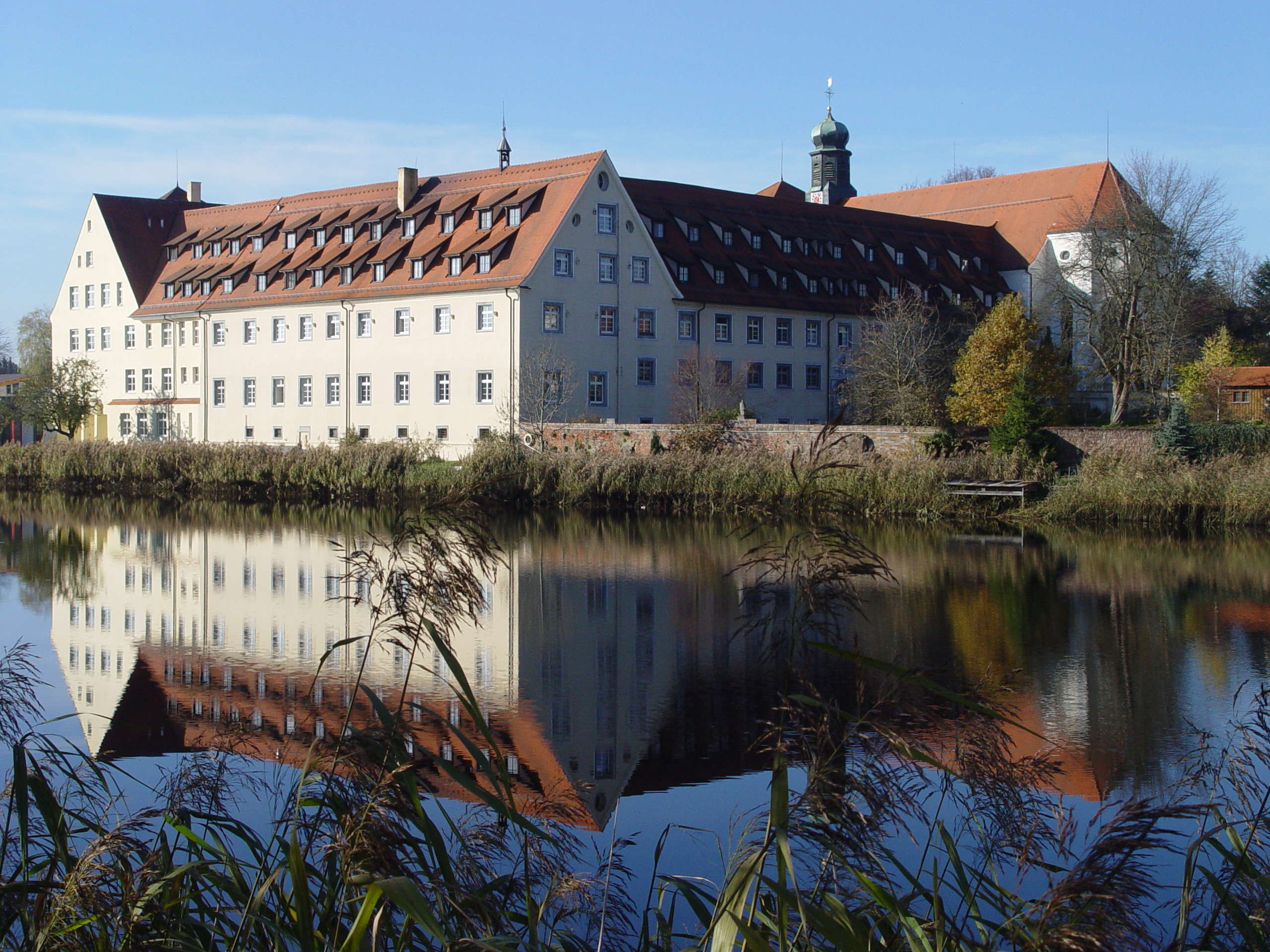
Monestir Kloster Wald

Nascut a Sant Joan de les Abadesses, va començar la carrera eclesiàstica als seminaris de la Gleva i de Vic. Posteriorment, va estudiar sociologia a Roma. De 1963 a 1965 va estar-se a Alemanya, on va esdevenir capellà del monestir de monges benedictines Kloster Wald de Baden-Württemberg de 1963 a 1965. Va descobrir l'obra de Wolfgang Borchert del qual va traduir uns contes perquè estimava el seu estil sense floritures. Veia a l'obra de Borchert una universalitat i una temàtica de postguerra, idèntica amb la problemàtica social que vivia Catalunya. Trobava que era el seu deure de traduir-lo, per fidelitat a la seva Catalunya.
En tornar cap al país va ser capellà a Castellterçol i Manresa. Va ensenyar al seminari i fou director del col·legi dels Sants, ambdós a Vic. En aquest col·legi «vam fer molta feina del catalanisme. Vam passar dels 200 als 1.000 alumnes». El 1977 va participar en la creació de l'Escola universitària de Mestres, liderada per Ricard Torrents i Bertrana que el 1997 va esdevenir la Universitat de Vic. Després de deixar els hàbits el 1978 va esdevenir director del Laboratori de Sociologia de l'ICESB
A l'inici de l'any 1994 va tornar a viure al seu poble natal, «el nucli ripollès més sensible al fet literari», on va deixar d'escriure per a consagrar-se a la seva segona passió: l'ensenyament i la sensibilització a la llengua.
Ja en edat avançada, va continuar essent actiu al món literari. L'octubre de 2011 va introduir el poeta Joan Orriols quan aquest va presentar el seu primer recull de poesies Certeses i somnis.

## Obres
Obres literàries
- 1951:Estudiants de Vic (Antologia amb obres de Cotrina, Josep Maria Riubrogent, Josep Esteve, Josep Grau, Josep Junyent, Segimon Serrallonga, Ricard Torrents), pròleg d'Antoni Pous i Argila (prohibit per la jerarquia de l'església, només existeixen edicions il·legals ciclostilades).[7]
- 2002: Estudiants de Vic, 1951, edició moderna per Amadeu Lleopart i Costa, introducció de Joaquim Molas, Vic, Patronat d'Estudis Osonencs.

Traduccions
- '1964: Quatre Contes, traducció de quatre contes de Wolfgang Borchert, Igualada, Centre d'Estudis Comarcals d'Igualada (Els Quaderns del Lacetània), 1964.
- 1964:Jim i el televisor de Gianni Rodari
- Pregàries del francès Michel Quoist

No ficció
- 1980: Jordi Penarroja, Ramon Cotrina, Fermin Jerez, "Prat de la Riba, reconstructor de la nacionalitat", (Col·lecció Personatges catalans de tots els temps) Barcelona, Editorial Blume, 1980, 94 pàgines, ISBN 847031257X
- 2001: Contribució a Miscel·lània Segimon Serrallonga. Vic, Eumo Editorial, juny de 2001

Literatura secundària
- Xevi Planas, «Ramon Cotrina, el traductor i el poeta de Sant Joan de les Abadesses» a la Revista de Girona, 1994, núm. 165, pàgina 24-29
- Tiziana Limbardi, Annina Scalas, «Wolfgang Borchert in Catalogna: La traduzione di Ramon Cotrina» Arxivat 2016-03-03 a Wayback Machine. a la revista DKV-Mitteilungen del Deutscher Katalanistenverband e.V. – Associació Germanocatalana, Leipzig, 2005 (italià) (en català: Wolfgang Borchert a Catalunya: la traducció de Ramon Cotrina)